# Maison Yaglakar
Le clan Yaglakar est le premier clan impérial du Khaganate ouïghour. Les descendants du clan Yaglakar fondent plus tard le royaume ouïghour de Ganzhou.

## Origine
Le clan porte le nom d'un fondateur mythique Yaglakar Khan  ou Buk Khan (卜可汗). Faisant initialement partie de la Confédération de Tiele, ils portèrent plus tard le titre elteber en tant que sujets de la dynastie Tang. Le premier membre connu du clan était Tegin Irkin (特健俟斤 * dək̚-ɡɨɐn H ʒɨ X -kɨn > Tèjiàn Sìjīn ).

## Rois
| Nom                | en Chinois        | Règne   | Notes                                                                                               |
| ------------------ | ----------------- | ------- | --------------------------------------------------------------------------------------------------- |
| Tegin Irkin        | 特健俟斤/時健俟斤 |         | Lady Wuluohun 烏羅渾                                                                                |
| Yaoluoge Pusa      | 藥羅葛菩薩        | ?-629   | Il est allié à Xueyantuo pour construire le Khaganat Turc oriental. Il a été défait par Yukuk Shad. |
| Yaoluoge Tumidu    | 藥羅葛吐迷度      | 647-648 | Soumis aux Tang, a été créé commandant du commandement de la zone de Hanhai                         |
| Yaoluoge Wuhe      | 藥羅葛烏紇        | 648     | Il a assassiné son oncle Tumidu, était le gendre de Chebi Qaghan                                    |
| Yaoluoge Porun     | 藥羅葛婆閏        | 648-662 | Reçu le titre de roi par Cui Dunli sur ordre de l'empereur Tang Taizong                             |
| Yaoluoge Bisidu    | 藥羅葛比粟毒      | 662-680 | Se rebelle contre l'empereur Tang Gaozong, exécuter par Qibi Heli                                   |
| Yaoluoge Dujiezhi  | 藥羅葛獨解支      | 680-695 | Fils de Bisidu                                                                                      |
| Yaoluoge Fudifu    | 藥羅葛伏帝匐      | 695-719 | Fils de Dujiezhi, fut créé vice-commissaire militaire d'Hexi en 715                                 |
| Yaoluoge Chengzong | 藥羅葛承宗        | 719-727 | Fils de Fudifu, exilée dans Khaganat Turc                                                           |
| Yaoluoge Fudinan   | 藥羅葛伏帝難      | 727     | Commandant du commandement de la zone de Hanhai                                                     |
| Yaoluoge Hushu     | 藥羅葛護輸        | 727     | A tué Jiedushi Wang Junchuo (王君㚟) et blessé Niu Xianke en 727                                    |
| Yaoluoge Yibiaobi  | 藥羅葛逸标苾      | 727-744 | Foundateur du Khaganat ouïgour                                                                      |

## Khagans
| Nom personnel      | Titre turc                                             | Titre chinois                                                                | Règne   |
| ------------------ | ------------------------------------------------------ | ---------------------------------------------------------------------------- | ------- |
| Yaoluoge Yibiaobi  | Qutlugh Bilge Köl Qaghan                               | Huairen Khagan (怀仁可汗)                                                    | 744-747 |
| Yaoluoge Moyanchuo | Tengrida Bolmish El Etmish Bilge Qaghan                | Yingwu Weiyuan Pijia Qaghan (英武威遠毗伽闕可汗)                             | 747-759 |
| Yaoluoge Yidijian  | Tengrida Qut Bolmish El Tutmish Alp Külüg Bilge Qaghan | Yingyi Qaghan (英義可汗)                                                     | 759-780 |
| Yaoluoge Dunmohe   | Alp Qutlugh Cale Qaghan                                | Wuyi Chenggong Qaghan (武義成功可汗) Changshou Tianqin Qaghan (長壽天親可汗) | 780-789 |
| Yaoluoge Duoluosi  | Kulug Cale Qaghan                                      | Zhongzhen Qaghan (忠貞可汗)                                                  | 789-790 |
| Yaoluoge Achuo     | Qutluq Cale Qaghan                                     | Fengcheng Qaghan (奉誠可汗)                                                  | 790-795 |

À la mort de Yaoluoge Achuo en 795, la lignée principale du clan Yaglakar cessa d'exister. Cependant, les khagans successifs ont adopté le nom de famille Yaglakar pour leur prestige. Le reste des membres du clan fut exilé à Chang'an, la capitale Tang. Une épitaphe a été récemment retrouvée en 2010 à Xi'an et appartenait à l'un des princes Yaglakar, le prince Gechuai (葛啜王子), frère cadet de Yaoluoge Dunmohe  décédé d'un rhume le 11 juin 795 et qui fut inhumé le 28 juin 795.
Cependant, une autre lignée du clan Yaglakar est venue diriger le royaume ouïghour de Ganzhou dans les années 890.

## Rois ouïghours de Ganzhou
| Nom personnel             | Titre turc           | Titre chinois                                       | Règne     |
| ------------------------- | -------------------- | --------------------------------------------------- | --------- |
| Yaoluoge Renmei           |                      | Yingyi Qaghan (英義可汗)                            | 911-924   |
| Yaoluoge Aduo/Diyin/Renyu |                      | Shunhua Qaghan (順化可汗) Fenghua Qaghan (奉化可汗) | 924-959   |
| Yaoluoge Jingjiong        |                      |                                                     | 960-975   |
| Yaoluoge Milie            | Yaglakar Cale Qaghan |                                                     | 976-983   |
| Yaoluogé ?                |                      | Zhongshun Baode Qaghan (忠順保德可汗)               | 1004-1016 |
| Yaoluoge Guihua           |                      | Huaining Shunhua Qaghan (懷甯順化可汗)              | 1016-1023 |
| Yaoluoge Tongshun         |                      | Guizhong Baoshun Qaghan (歸忠保順可汗)              | 1023-1028 |
| Yaoluoge Yasu             |                      | Baoguo Qaghan (寶國可汗)                            | 1028-1032 |

Le dernier membre de la maison princière, Baoguo Qaghan, s'est suicidé en 1032 après l'annexion du royaume ouïghour de Ganzhou par les Xia occidentaux. Yuri Zuev a proposé que des Yaglakar ait survécu et soit finalement mongolisé sous le nom de « Jalairs ».

## Généalogie
- Tokken Irkin, (v.540 - ap.605), Irukin;
  - Yaoluoge Pusa, (v.560 - 629), Irukin;
    - N, (v.580 - ?);
      - Yaoluoge Wuge, (v.605 - 648), Irukin;

    - Yaoluoge Tumidu, (v.585 - 648), Irukin;
      - Yaoluoge Porun, (v.605 - 661/3), Irukin;
      - N, (v.605 - ?);
        - Yaoluoge Bisidu, (v.625 - 680/1), Irukin;
          - Yaoluoge Dujiezhi, (v.645 - 695), Irukin;
            - Yaoluoge Fudifu, (v.665 - 719), Irukin;
              - Yaoluoge Chengzong, (v.685 - ap.727), Irukin;
                - Yaoluoge Fudinan, (v.705 - ap.727), Irukin;

              - Yaoluoge Hushu, (v.675 - ap.727), Irukin;
                - Qutlugh Bilge Köl, (v.695 - 747), Khagan en 744;
                  - Bayan-chor khan, (713 - 5/759), Khagan en 747;
                    - Ulu Bilge Tardush Yabghu, (v.740 - 759);
                    - Bögü khagan, (v.742 - 780), Khagan en 759;

                  - Chabush Tegin, (v.715 - ?);
                    - Tun Baga Tarkan, (737/42 - 12/789), Khagan en 780;
                      - Külüg Qaghan, (v.765 - 790), Khagan en 789;
                      - Qutluq Bilge Qaghan, (776 - 795), Khagan en 790;
                        - Qutluq II, (v.760 - 808), Khagan en 795, fils adoptif du précédent;
                          - Baoyi Qaghan, (v.780 - 821), Khagan en 808;
                            - Chongde Qaghan, (v.800 - 824), Khagan en 821;
                              - Zhangxin Qaghan, (v.818 - 839), Khagan en 833;
                              - Li Sizhong, (v.820 - ap.843), Prince de Huaihua;
                              - Xiwuchuo;
                              - Wuluosi;

                            - Zhaoli Qaghan, (v.802 - 833), Khagan en 824;
                            - Wujie Qaghan, (v.805 - 846), Khagan en 841;
                            - Enian Qaghan, (v.808 - ap.848), Khagan de 846 à 848;

                      - Apa Chor, (? - ap.795);

                    - Gechuai, (v.745 - 11/6/795);
                      - N, (v.780 - ?);
                        - N, (v.810 - ?);
                          - N, (v.840 -?);
                            - Yaoluoge Renmei, (v.860 - 924), Khagan en 911;
                              - Yaoluoge Chengfeng, (v.885 - 959), Khagan en 924;
                                - Yaoluoge Jingjiong, (v.920 - 975), Khagan en 960;
                                  - Yaoluoge Milie, (v.950 - 983), Khagan en 975;
                                    - Yaoluoge, (v.980 - 1016), Khagan en 1004;
                                      - Yaoluoge Guihua, (v.1000 - 1023), Khagan en 1016;
                                      - Yaoluoge Tongshun, (v.1005 - 1028), Khagan en 1023;
                                      - Yaoluoge Yasu, (v.1005 - 1032), Khagan en 1028;